# باشگاه فوتبال تیمفو سیتی
باشگاه فوتبال تیمفو سیتی یک باشگاه فوتبال حرفه‌ای است که در لیگ برتر بوتان بازی می‌کند. این تیم سابقه قهرمانی در لیگ برتر بوتان را در سال ۲۰۲۰ دارد و در رقابت بین‌المللی لیگ قهرمانان آسیا ۲ شرکت می‌کند.